# オレン・スタインハウアー
オレン・スタインハウアー（Olen Steinhauer、1970年6月21日 - ）は、アメリカ合衆国出身の推理小説作家。

## 略歴
メリーランド州バルティモアに生まれ、バージニア州で育つ。ペンシルベニア州ロックヘブン大学（Lock Haven University of Pennsylvania）およびテキサス大学オースティン校に通った後、ボストンのエマーソン大学の文学創作課程においてMFA（Master of Fine Arts：芸術学修士）の認定を受ける。
大学卒業後にヨーロッパに渡り、ユーゴスラビア時代のクロアチア、チェコスロバキア、イタリアなどを転々とする。また、1年間のフルブライト留学交付金を受けてルーマニアに滞在、1989年のこの地での民主化革命に関する " Tzara's Monocle " という小説を書き上げ、ニューヨークに戻ってエージェントに出版交渉を託す。
しかし、実際に彼の処女作として世に出たのは、2003年発表の東欧を舞台にした警察小説 『嘆きの橋』（" The Bridge of Sighs "）であった。この小説は、冷戦時代における東欧のある仮想小国の警察機構の犯罪捜査を巡って、終戦から共産圏崩壊までを年代紀的に描く全5部作の第1作で、この後一年一作のペースで2007年にシリーズを完結させた（日本では最初の2作が訳出されている）。
2003年以降、ハンガリー・ブダペストに居を移し、妻と娘と住む。2009年から2010年にかけての冬には、ドイツ・ライプツィヒ大学アメリカ研究所（Leipzig's Institute for American Studies）で文学客員教授（the Picador Guest Professor for Literature）を務めた。
2009年発表の CIA（米中央情報局）を背景としたスパイ小説『ツーリスト - 沈みゆく帝国のスパイ』（" The Tourist "）はベストセラー入りし、ジョージ・クルーニーの「Smoke House Films」によって映画化される。また、2010年には続編の『ツーリストの帰還』（" The Nearest Exit "）が出版された。

## 作品リスト

### 東欧某国・民警シリーズ
全5部作
- 『嘆きの橋』（The Bridge of Sighs(2003)、村上博基訳、文春文庫） - 5賞にノミネート
- 『極限捜査』（The Confession(2004)、村上博基訳、文春文庫）
- 36 Yalta Boulevard (2005)
- Liberation Movements (2006) - エドガー賞 長編賞ノミネート
- Victory Square (2007)

### CIA諜報員ミロ・ウィーバー（Milo Weaver）シリーズ
全3部作（予定）
- 『ツーリスト - 沈みゆく帝国のスパイ』上・下（The Tourist(2009)、村上博基訳、ハヤカワ文庫） - 映画化
- 『ツーリストの帰還』上・下（The Nearest Exit(2010)、村上博基訳、ハヤカワ文庫）
- An American Spy (2012)